# Barátok közt (10. évad)
A Barátok közt 10. évadát (2007. augusztus 27. – 2008. július 25.) 2007-ben kezdte sugározni az RTL Klub.

## Cselekmény
|  | Alább a cselekmény részletei következnek! |

### Berényi Miklós és a hozzá közel állók
Tóni és Noémi Nórához akarnak menni, de a Kangyal felé vezető úton balesetet szenvednek. Mentőhelikopterrel szállítják őket a kórházba. Noémi életét megmentette a biztonsági öv, de Tóni életét vesztette. Noémi és Nóra Miklóst hibáztatják a haláláért, ezért ő mindent megtesz, hogy jobb színben tűnjön fel előttük. Elkezd nyomozni Maja után, akiről kiderül, hogy meghalt. Így Nóra és a kis Timi biztonságban lennének Budapesten. De újabb rejtély körvonalazódik előtte: bár titokban védekezett, Andrea mégis teherbe esett. Hamarosan rájön, hogy Zsolttal lépett félre. Hosszas vívódás után ezt Andrea be is vallja, mire Miklós szakít vele, és ezért elköltözik. Miklós ezután mindent megtesz, hogy visszaszerezze Nórát, de egy új udvarló, Patrik nehezíti meg a dolgát. Hogy könnyebb legyen a dolga, trükkös módon bevonja Claudiát is, szerelmi háromszöget idézve ezzel elő. Erőfeszítéseit siker koronázza. Nóra belátja, hogy még mindig Miklóst szereti, és egy csúnya veszekedés után ismét egymásra találnak. Miklós azonban újabb bonyodalomba keveredik: szét akarja választani Andrást és Julit, nehogy azok együtt domináns részesedést szerezhessenek a cégében. Miután Kristóf sem ad már neki igazat, úgy dönt, megszabadul a fiútól. Zsarolással veszi rá Eriket, hogy üldözze el. Miután ez megtörtént, úgy dönt, hogy bebiztosítja magát, és megveszi Zsuzsa tulajdonrészét, melyre azonban Claudia is pályázik.

### Berényi András és a hozzá közel állók
Eközben András és Claudia lánya, Juli, egyre bizalmasabb viszonyba kerülnek egymással. Claudia eleinte a Zsolt ellen elkövetett gyilkossági kísérlet miatt előzetesben volt, de különös módon Vanda hozta ki őt a hűvösről. Az alakuló családi idillbe Juli exférje, a zenész Alex rondít bele, aki látszatra szeretné összehozni újra a családot, de valójában menedzseri karrierjének beindításához szeretne kölcsönkérni. Vanda eleinte segít neki, de később összerúgják a port, mert Alex beleszól a szerelmi életébe Botonddal. Botondhoz viszont egy másik nő is vonzódik: Kinga, akinek nem sikerült újrakezdenie Gézával. Vanda ellenszenvvel van Emma iránt is: hamis napló-bejegyzéseket ír a PDA-jába, hogy rossz fényben mutassa. Mikor kiderül a dolog, botrány lesz, de szerencsére higgadtan megoldják a problémát. Botond később szakít Vandával, mert kényelmetlennek érzi a lány viselkedését. Ennek azonban nem várt következményei lesznek. Vanda beleszeret Imibe, aki nem viszonozza az érzelmeit. Ennek hatására kitalálja, hogy Imi meg akarta őt erőszakolni. Bár sokan hisznek neki, a hazugságot végül ő maga leplezi le, nyomasztó lelkiismerete hatására. Megpróbálja jóvátenni hibáját, több-kevesebb sikerrel. Alig zárul azonban le ez az ügy, hamarosan újba keveredik: Botonddal ismét összejönnek, a fiú azonban csak azért van vele, hogy szemmel tarthassa Andrást, aki gyanakodni kezd arra, hogy Zsolt és Botond valami rosszban sántikálnak.

### Emma és Noémi
Miklós elkezd nyomozni az után a fiú után, aki a baleset után megkapta Tóni szívét, azt remélve, hogy így majd Nóránál is nagyobb esélyei lehetnek. Cseles kutatás végén végül rábukkan Szloboda Kristófra, aki előtt nem fedi fel kilétét. Emmát viszont, aki véletlenül összefut vele, elkezdi érdekelni a fiú. Emiatt azonban összevesznek Noémivel, aki teljesen kiborul, és züllött életmódba kezd. Egyik este illuminált állapotban rátámad Emmára, és mikor másnap szembesül tettével, elszégyelli magát, és Orsolya javaslatára Írországba utazik az egyik ismerősükhöz gyógykezelésre. Mikor hazaérkeznek, kibékülnek. Noémi elhatározza, hogy kutatni kezd a családfája után, melyben azonban van egy fekete folt: egy Tibor nevű illető.

### Kertész család
Vili bácsi a számítástechnika világával ismerkedik. Eleinte pórul jár, még a pénzét is ellopják a bankszámlájáról. Később azonban elkezd chatelni Snájdig néven, és megismer egy Boglárka nevű asszonyt, aki ráébreszti az idő mulandóságára. Mindeközben Magdi néni semmit sem sejt. Géza ajánlására Vili bácsi egy kis színt szeretne vinni a házasságába, de Magdi anyus tartózkodóan viselkedik. Emiatt valóságos háború tör ki a két öreg között, még üdülni is külön akarnak menni. Végül tisztázzák a dolgaikat. Mindeközben Tilda és Pali között megromlik a viszony, mert Pali csak az üzlettel foglalkozik. Erik mindeközben beleszeret Tildába, és Tilda se tudja, hogy érezzen. Végül lefekszik Erikkel és nyíltan vállalja érzelmeit. A Kertész család, Pali, és saját összezavarodott érzései miatt Tilda kitalálja, hogy rendez egy ál-próbaidőt Palival, ez azonban túl jól sül el, és mégis Palit választja. Sajnos végül minden kiderül, és Pali elköltözik, valamint benyújtja a válókeresetet. Tilda mély depresszióba esik, melyből csak Géza és Erik tudják közösen kirángatni; s ezután az igazi érzelmek is a felszínre törnek.
Magdi néni elutazik Brüsszelbe Mónikához és idős barátnője, Terike veszi át az irányítást. Szükség is van rá, Vili bácsi ugyanis bajba keveredik, ráadásul Botond és Kinga is összejönnek, mely Gézát sem hagyja hidegen. Egy nap takarítás közben pénzt talál Géza ágya alatt, mely még a gyémántbizniszből származik. Zsolt megneszeli és ellopja a nagy összeget. Vili bácsi úgy érzi, csalódott a fiában, és ezt tudtára is adja. Ennek hatására Géza feladja magát a rendőrségen, de ott nem veszik komolyan. Ráadásul a bűntársa, Bauer időközben meghalt. Botond, mivel félti Kingát Gézától, ezt nem árulja el neki, hanem segít neki a szökésben.
Mikor Magdi néni hazaérkezik, már áll a bál. Botond és Kinga szakítanak. Géza, hogy megkísérelje visszahódítani őt, igyekszik becsületes ember lenni. Botond viszont Zsoltnak köszönhetően kétes üzelmekbe keveredik: lopott autókkal kezdenek foglalkozni. Géza taxis lesz. Egy nap hazahoz egy Döme nevű kisfiút, akit Kingához visz. Miután látja, hogy milyen ügyesen bánik a gyerekkel, Magdi néni megbocsát Kingának, és Gézáékat szinte semmi sem választja el az esküvői harangszótól. Legfeljebb a két öreg folytonos civakodása, melyet Vili bácsi idézett elő azzal, hogy titkos hódolóként ajándékot vett Magdi néninek.
Ám nem sokkal később újabb bonyodalom történik. Döme apja (Pálos) megszökik a börtönből, és a kisfiú anyjával együtt Gézáéknál talál menedéket. Magdi anyus segítségével biztonságosabb helyre kerülnek, de már késő: Pálos megneszeli, hogy Gézáék bújtatták Dömééket. Elrabolja Kingát, és a szabadon bocsátása fejében azt követeli, hogy vigye el hozzá Géza Dömét és az anyját.

### Novák család
Novákéknál Laci cége teljesen csődbe ment. Miután senkitől nem kap pénzt, egy Soma nevű uzsoráshoz fordul. A pénz sem segít, Lacit üldözi a balszerencse, s végül eladja a Novák Futárt Palinak. Soma viszont nem száll ki az életéből: szemet vet ugyanis Zsófira. Hamarosan kiderül róla, hogy modora csak álca: ő egy veszedelmes gengszter. Zsófi kiábrándul belőle, de a biztonsága érdekében Zsolt és Claudia összefognak, hogy megleckéztessék Somát. Végül sikerül is, de Laci továbbra is kiégettnek érzi magát. Imi ajánlására egy hipermarketben kezd el dolgozni árufeltöltőként. Időközben megjelenik Ruzicski, a futball-legenda, és álomállást ajánl Lacinak, de a lehetőség szertefoszlik, miután a boltban leüti arrogáns felettesét. Ezután alkalmi munkákból él, mindaddig, míg ki nem találja, hogy szervizcéget alapít.
Iminek nincs szerencséje a nőkkel. Felveszi a kapcsolatot Sárával, akiknek véletlenül felgyújtották az otthonát. Először csak segít nekik, de később egymásba szeretnek. Imi mindent bevall, majd Sára zsarolni kezdi ezzel és az érzelmeivel, de rájönnek végül, hogy ez nem működik, és Sára elköltözik. Ezután keveredik botrányba Vanda miatt, mely alól sikeresen tisztázza magát. Zsófi időközben beleszeret, de Imi alkalmi kapcsolaton kívül semmi mást nem akar tőle. Mikor megbánja döntését, már késő: Zsófit már újra Zsolt érdekli. Zsófi és Zsolt össze is költöznek, Claudia határozott tiltakozása ellenére. Az idillt azonban megzavarja egy váratlan látogató érkezése: egy kislány azt állítja, hogy ő Zsolt lánya.
Miután hazaérkezik Dublinból, Orsolya gyanúsan kezd el viselkedni. Noémi hazatértekor a hézagos családfát kutatja, és talál egy Tibor nevű illetőt az egyik régi képen, akiről Orsolya azt állítja, hogy nem is ismeri. Noémi azonban elkezd nyomozni iránta, és ez aggasztja Orsolyát, aki végül felfedi Laci előtt a nagy titkot: Noémi igazi apja valójában a képen látható Tibor, és nem Levente. Noémi tovább folytatja a nyomozást, amelybe bevonja Gitta nénit is, aki elmondja, hogy a képen látható Tibor nem más, mint Orsolya bátyja. Erről azonban hamarosan kiderül, hogy nem igaz.

## Év végi befejezés
- Miklós elhatározza, hogy bármi áron megszerzi Zsuzsa tulajdonrészét.
- Ahogy Zsolt és Zsófi összeköltöznek, megjelenik egy váratlan vendég.
- Géza legrosszabb félelmei valóra válnak, amikor telefonhívást kap Kingával kapcsolatban.

## Az évad szereplői
- Balassa Imre (Kinizsi Ottó)
- Bartha Zsolt (Rékasi Károly)
- Berényi András (R. Kárpáti Péter)
- Berényi Bandi (Bereczki Gergő)
- Berényi Claudia (Ábrahám Edit)
- Berényi Miklós (Szőke Zoltán)
- Berényi Tímea (Pekárovics Réka)
- Dr. Balogh Nóra (Varga Izabella)
- Dr. Ferenczy Orsolya (Lóránt Kriszta)
- Egresi Tóni (Dósa Mátyás) (2007. szeptemberig, autóbalesetben meghalt)
- Harmathy Emma (Marenec Fruzsina)
- Illés Júlia (Mérai Katalin)
- Illés Vanda (Kardos Eszter)
- Kertész Botond (Hári Richárd)
- Kertész Géza (Németh Kristóf)
- Kertész Magdi (Fodor Zsóka)
- Kertész Vilmos (Várkonyi András)
- Mátyás Tilda (Szabó Erika)
- Nádor Kinga (Balogh Edina)
- Novák László (Tihanyi-Tóth Csaba)
- Szeibert Erik (Réti Barnabás)
- Szentmihályi Zsófia (Lékai-Kiss Ramóna)
- Szilágyi Andrea (Deutsch Anita) (2008. februárig, Szegedre költözött)
- Szilágyi Pál (Bruckmann Balázs) (2008. áprilisig, elköltözött a házból)
- Temesvári Noémi (Csifó Dorina, Gonda Kata) (2008. áprilisig, Írországba költözött, 2008. június-július)

### További szereplők
- Magyarics Zsigmond (Szabó Szilárd) (2007. szeptemberig)
- Magyaricsné Etelka (Bognár Gyöngyvér) (2007. szeptemberig)
- Drégely Sára (Jelinek Erzsébet) (2007. októberig)
- Drégely Viktória (Károlyi Lili) (2007. októberig)
- Somogyi Nándor "Soma" (Tűzkő Sándor) (2007. decemberig)
- Horvát Barbara (Márton Eszter) (2007. augusztus-2008. január)
- Illés Alex (Kocsis Pál) (2007. október-2008. január)
- Ruzicski Elek (Koncz Gábor) (2007. december-2008. január)
- Fejtő Richárd (Takács Géza) (2007. december-2008. február)
- Radnics Szabolcs (Laklóth Aladár) (2008. január-február)
- Nagy Gréta (Téli Márta) (2008. február)
- Nádasi Terike (Oszvald Marika) (2008. február-április)
- Pásztor Iván (Fülöp Zsigmond) (2008. március-április)
- Kertész Mónika (Farkasházi Réka) (2008. április-május)
- Berényi Zsuzsa (Csomor Csilla) (2008. január-március, július)
- Szloboda Kristóf (Kollárik Rezső) (2008. január-július)
- Koloszár Patrik (Szakás Tibor) (2008. március-június)
- Pálos Helga (Kondákor Zsófia) (2008. május-július)
- Pálos Döme (Gerő Botond) (2008. május-július)
- Temesvári Gitta (Venczel Vera) (2008. július)
- Pálos Gyula (Kátai István) (2008. július)
- Bokros Linda (Opitz Petra) (2008. július)